# Хаусмания
Хаусмания (норв. Hausmania) — самоуправляемый общественный центр и культурный дом (норв. Kulturhus) в Осло, столице Норвегии. Он появился в 1999 году в виде сквота, организованного группой художников, и управлялся на основе коллективистской идеологии. Он расположен рядом с другими сквотами по адресу Хаусманнсгате, 34, в зоне, обозначенной как культурный квартал. Сквот по адресу Хаусманнсгате, 42 был выселён в 2016 году. В Хаусмании работают и действуют художественные мастерские, театр, галереи, интернет-пространство, веганское кафе. Существует также стена для легального граффити. Рядом располагаются Kafe Hærverk и Vega Scene.

## История
Начиная с 1999 года несколько зданий в этом районе были заняты сквоттерами. Зимой 2000 года группа художников заняла дом по адресу Хаусманнсгате, 34, который в 2003 году был арендован у Норвежского управления государственного строительства и собственности. После некоторых проблем с муниципальными властями в 2004 году дом стал культурным центром и вместе со сквотом Вестбредден (Хаусманнсгате, 40) был включён в план по реализации «пилотного проекта в области экологии центральной части города, местного самоуправления, жилья и культуры». В Хаусмании проживает около 30 человек.
В 2010 году дом по адресу Хаусманнсгате, 42 было предписано закрыть из-за несоответствия правилам пожарной безопасности. Его жителей выселили в 2016 году вместе со сквотом по адресу Бреннеривейен, 1. Городской совет, приобретший комплекс зданий сквоттеров у Норвежского управления государственного строительства и собственности в 2004 году, затем решил продать их. Сквоттеры, в свою очередь, представили план развития Хаусманнсгате, 40 в соответствии с определением района как культурного квартала, над которым работали в течение двух лет с застройщиком Антоном Б. Нильсеном Эйенном. В 2016 году девелоперская корпорация Urbanium приобрела участки, на одном из которых располагался Хаусманнсгате, 40, за 30 миллионов норвежских крон. Сначала она добивалась выселения членов местного жилищного кооператива, а затем предложила купить девять квартир проживающим там людям за 10 миллионов норвежских крон. В 2017 году началось строительство Vega Scene, нового культурного дома кино и театра по адресу Хаусманссгате, 28, расположенного рядом с Хаусманией.

## Деятельность
Хаусмания обладает площадью 5000 м², которую занимают художественные мастерские, репетиционные залы, помещения для проведения выставок и других мероприятий. Действуют три галереи, кинотеатр, скейт-холл и интернет-кафе. Работает некоммерческое веганское кафе Blackeyedbean, а также Театр жестокости (норв. Grusomhetens Teater) под управлением Ларса Эйно.
Снаружи есть стена, отданная под легальное граффити. В 2017 году открылось Kafé Hærverk, служащее площадкой для исполнения экспериментальной и независимой музыки. В том же году Хасмания получила премию Осло. Наряду с домом Блиц в Осло и УФФА в Тронхейме, Хаусмания служит центром анархического движения в Норвегии.